# Scaphytopius albifrons
Scaphytopius albifrons är en insektsart som beskrevs av Hepner 1946. Scaphytopius albifrons ingår i släktet Scaphytopius och familjen dvärgstritar. Inga underarter finns listade i Catalogue of Life.